# Mandelstam-Variable
Bei den Mandelstam-Variablen s, t und u (nach Stanley Mandelstam, der sie 1958 einführte) handelt es sich um Kurzschreibweisen für Terme, die in der Teilchenphysik bei der Berechnung von Streuprozessen mit zwei einlaufenden und zwei auslaufenden Teilchen häufig auftauchen.
Sind die Viererimpulse der beiden einlaufenden Teilchen mit {\displaystyle p_{1},p_{2}} und die der auslaufenden Teilchen mit {\displaystyle p_{3},p_{4}} bezeichnet, so sind die Mandelstam-Variablen gegeben durch:
{\displaystyle s=(p_{1}+p_{2})^{2}=(p_{3}+p_{4})^{2}} ist gleich dem Quadrat der Schwerpunktsenergie des Systems (s-Kanal).
{\displaystyle t=(p_{1}-p_{3})^{2}=(p_{2}-p_{4})^{2}} ist gleich dem Quadrat des Viererimpuls-Übertrags bei einem gewöhnlichen Streuprozess wie der Elektron-Nukleon-Streuung (t-Kanal).
{\displaystyle u=(p_{1}-p_{4})^{2}=(p_{2}-p_{3})^{2}}
Das in diesen Definitionen auftauchende Quadrat von Viererimpulsen ist dabei – wie in der relativistischen Physik üblich – definiert als {\displaystyle p^{2}:=p_{\mu }p^{\mu }} (siehe Vierervektor). Die Mandelstam-Variablen sind damit lorentzinvariante Skalare ebenso wie die Streuamplitude selbst, die durch sie in relativistisch invarianter Weise ausgedrückt werden soll.
Die drei Mandelstamvariablen sind nicht voneinander unabhängig; ihre Summe ist gleich der Summe der Massenquadrate der beteiligten Teilchen:
{\displaystyle s+t+u=p_{1}{}^{2}+p_{2}{}^{2}+p_{3}{}^{2}+p_{4}{}^{2}=m_{1}{}^{2}+m_{2}{}^{2}+m_{3}{}^{2}+m_{4}{}^{2}},
wobei wie in der Teilchenphysik üblich der dimensionslose Wert c=1 für die Lichtgeschwindigkeit angenommen ist (natürliche Einheiten).
Allgemein sollte die Streuamplitude, da sie eine relativistische Invariante ist, von den relativistischen Invarianten {\displaystyle {p_{i}}^{2}} (i = 1, 2, 3, 4) und den sechs möglichen unabhängigen (relativistischen) Skalarprodukten {\displaystyle p_{1}\cdot p_{2},\,p_{1}\cdot p_{3},\,p_{1}\cdot p_{4},\,p_{2}\cdot p_{3},\,p_{2}\cdot p_{4},\,p_{3}\cdot p_{4}} abhängen – auch die Mandelstamvariablen s, t, u sind aus diesen als Linearkombination zusammengesetzt. Die {\displaystyle {p_{i}}^{2}} sind keine Variablen wegen {\displaystyle {p_{i}}^{2}={m_{i}}^{2}} (die äußeren Beine der Feynmandiagramme sind on shell). Wegen der Erhaltung {\displaystyle p_{1}+p_{2}=p_{3}+p_{4}} der Viererimpulse (was vier Gleichungen ergibt, da die {\displaystyle p_{i}} je vier Komponenten haben) sind von den sechs Skalarprodukten {\displaystyle p_{i}\cdot p_{j}} nur zwei unabhängig. Also sind auch nur zwei der Mandelstam-Variablen unabhängig, die dritte ergibt sich aus der o. g. Summe.

## Zusammenhang mit dem Streuwinkel
Sei {\displaystyle {\vec {p}}_{1}=p_{1}{\vec {e}}_{z}=-{\vec {p}}_{2}}. Dann gilt für den Zusammenhang zwischen Streuwinkel unter Annahme jeweils gleicher Massen im Schwerpunktsystem und Mandelstam-Variablen:
{\displaystyle t=m_{1}^{2}+m_{3}^{2}-{\frac {s}{2}}\left(1-{\sqrt {1-{\frac {4m_{1}^{2}}{s}}}}{\sqrt {1-{\frac {4m_{3}^{2}}{s}}}}\cos \theta \right).}
Im Hochenergie-Limes, wenn {\displaystyle m_{i}^{2}\ll s}, folgen die einfacheren Relationen
{\displaystyle {\begin{aligned}t&=-{\frac {s}{2}}(1-\cos \theta )\\u&=-{\frac {s}{2}}(1+\cos \theta ).\end{aligned}}}

## s-, t- und u-Kanal
Die Beiträge zum Streuprozess, in denen die jeweiligen Mandelstam-Variablen bei ihrer Berechnung auftauchen, werden als s-, t- und u-Kanal bezeichnet. Die zugehörigen Feynman-Diagramme sind in den folgenden Abbildungen gezeigt.
|  |  |  |

Die Darstellung folgt der Konvention, dass die einlaufenden Teilchen als von links kommende Linien und die Streuprodukte als nach rechts auslaufende Linien dargestellt sind. Die gestrichelte Zwischenlinie stellt ein virtuelles Teilchen dar; das Quadrat seines Viererimpulses ist dem jeweiligen Diagramm entsprechend gleich s, t oder u.
Beispielsweise gibt das Diagramm für den s-Kanal eine Elektron-Positron-Paarvernichtung auf der linken Seite unter Bildung eines virtuellen Photons und einer Elektron-Positron-Paarerzeugung auf der rechten Seite wieder. Auch die Bildung eines instabilen Zwischenzustands (Resonanz) bei der Wechselwirkung zweier Teilchen wird so wiedergegeben. Eine gewöhnliche Elektron-Elektron-Streuung wird durch das Diagramm des t-Kanals wiedergegeben (wobei der u-Kanal mit betrachtet werden muss, bei dem die äußeren Beine 3,4 des Diagramms vertauscht sind).
In der Streuamplitude werden den Regeln der Quantenmechanik entsprechend alle möglichen Prozesse mit virtuellen Teilchen vom Typ s, t, u aufsummiert, da nur die Anfangszustände 1,2 und Endzustände 3,4, aber nicht die virtuellen Teilchen der Zwischenzustände beobachtet werden.